# Silvia Chersoni
Silvia Chersoni (Ferrara, 23 gennaio 1951) è un'ex velocista italiana, specializzata nei 400 metri piani, nel salto in lungo e nel pentathlon.

## Biografia
Proveniente dalla pallacanestro, nel 1968 inizia a praticare l'atletica con l'AICS Ferrara. Passa quindi nel 1970 al CUS Ferrara dove gareggia fino al 1973. Nel 1974 passa alla SNIA .
Dopo alcuni anni di sosta, nel 1979 riprende a gareggiare per la Pro Sesto ancora con discreti risultati.
Già  nel 1969 ottiene il minimo per la partecipazione agli assoluti sui 400 m e nello stesso anno vince il titolo Juniores dei 400 m.
Viene quindi convocata per gli Europei di Atene come riserva senza però mai scendere in pista. In questa occasione ha avuto l'onore di essere la portabandiera dell'Italia.
Nel 1971 vince il titolo italiano indoor dei 400 m e nel 1973 quello del salto in lungo indoor con il primato italiano.
Ha partecipato alla Coppa Europa del 1970 e del 1973.
Ha indossato la maglia azzurra sia come quattrocentista sia come lunghista sia come pentatleta.
Diplomata all'ISEF si dedica all'insegnamento. È sposata con Claudio Trachelio, 18 volte azzurro di atletica leggera e più volte campione italiano.

## Curiosità  biografica

Un primo piano di Silvia Chersoni (Foto Gustavo Pallicca)

Articolo di cui alla curiosità biografica

Nel 1973, Oscar Eleni, giornalista sportivo, commentando in un articolo il titolo italiano indoor e relativo primato italiano di salto in lungo, ricordava che Silvia Chersoni, «bionda bellezza ferrarese» era stata «candidata a interpretare il ruolo di Micol» nel film Il giardino dei Finzi Contini di Vittorio De Sica.

## Record nazionali

### Seniores
Salto in lungo indoor 5.94 m ( Genova, 20 febbraio 1973)

## Progressione

### 400 m
| Stagione | Misura | Luogo     | Data  | Circostanza agonistica                  |
| -------- | ------ | --------- | ----- | --------------------------------------- |
| 1969     | 57"0   | Viareggio | 29-08 | Meeting Nazionale - 4ª                  |
| 1970     | 55"7   | Roma      | 15-07 | Campionati Italiani Assoluti - 2ª       |
| 1971     | 56"2   | Milano    | 01-07 | Meeting Internazionale Notturno - 2ª S2 |
| 1972     | 56"0   | Roma      | 05-07 | Campionati Italiani Assoluti - 5ª       |

### Salto in lungo
| Stagione | Misura | Luogo   | Data  | Circostanza agonistica             |
| -------- | ------ | ------- | ----- | ---------------------------------- |
| 1969     | 5.52   |         | 26-09 |                                    |
| 1970     | 5.40   |         | 18-10 |                                    |
| 1971     | 5.30   | Bologna | 07-04 | Apertura stagionale regionale - 1ª |
| 1972     | 5.72   | Ferrara | 19-04 |                                    |
| 1973     | 5.84   | Bolzano | 24-06 |                                    |
| 1974     | 6.05   | Roma    | 28-06 |                                    |
| ---      |        |         |       |                                    |
| 1979     | 5.66   | Genova  | 23-06 | C.d.S. - Finale B - 4ª             |

### Pentathlon
| Stagione | Misura | Luogo      | Data       | Circostanza agonistica                  |
| -------- | ------ | ---------- | ---------- | --------------------------------------- |
| 1973     | 3662   | Barcellona | (21-22)-07 | Incontro Italia-Spagna - 3ª             |
| 1974     | 3762   | Camaiore   | (8-9)-06   | Triangolare Italia-Francia-Romania - 7ª |

## Top 10

### 400 m
| Stagione | Misura | Luogo     | Data  | Circostanza agonistica                     |
| -------- | ------ | --------- | ----- | ------------------------------------------ |
| 1970     | 55"7   | Roma      | 15-07 | Campionati Italiani Assoluti- 2ª           |
| 1972     | 56"0   | Roma      | 05-07 | Campionati Italiani Assoluti - 5ª          |
| 1971     | 56"2   | Milano    | 01-07 | Meeting Internazionale Notturno - 2ª S2    |
| 1971     | 56"9   | Formia    | 01-07 | Incontro Italia - Svezia - 3ª              |
| 1969     | 57"0   | Viareggio | 29-08 | Meeting Nazionale - 4ª                     |
| 1971     | 57"3   | Roma      | 07-07 | Campionati Italiani Assoluti - 3ª bq       |
| 1972     | 57"4   | Roma      | 12-07 | Campionati Italiani Assoluti - 2ª Sf1      |
| 1969     | 57"5   | Bari      | 26-07 | Campionati Italiani Juniores - 1ª          |
| 1969     | 57"5   | Pisa      | 13-08 | Incontro Italia - Jugoslavia Juniores - 3ª |
| 1971     | 57"5   | Viareggio | 30-04 | Campionati Nazionali Universitari - 2ª     |

### Salto in lungo
| Stagione | Misura | Luogo         | Data  | Circostanza agonistica             |
| -------- | ------ | ------------- | ----- | ---------------------------------- |
| 1974     | 6.05   | Roma          | 28-06 |                                    |
| 1973     | 5.84   | Bolzano       | 24-06 |                                    |
| 1973     | 5.84   | Reggio Emilia | 01-07 | Incontro Italia Romania - 2ª       |
| 1972     | 5.72   | Ferrara       | 19-04 |                                    |
| 1979     | 5.66   | Genova        | 23-06 | C.d.S. - Finale B - 4ª             |
| 1969     | 5.52   |               | 26-09 |                                    |
| 1970     | 5.40   | Modena        | 18-10 |                                    |
| 1971     | 5.30   | Bologna       | 07-04 | Apertura stagionale regionale - 1ª |

### Pentathlon
| Stagione | Misura | Luogo      | Data       | Circostanza agonistica                  |
| -------- | ------ | ---------- | ---------- | --------------------------------------- |
| 1974     | 3762   | Camaiore   | (8-9)-06   | Triangolare Italia-Francia-Romania - 7ª |
| 1973     | 3662   | Barcellona | (21-22)-07 | Incontro Italia-Spagna - 3ª             |
| 1973     | 3518   | Formia     | (20-21)-05 |                                         |

## Palmarès
| Anno | Manifestazione | Sede     | Evento                | Risultato | Prestazione | Note                    |
| ---- | -------------- | -------- | --------------------- | --------- | ----------- | ----------------------- |
| 1970 | Coppa Europa   | Bucarest | Staffetta 4×400 metri | 4ª        | 3'46"3      | Semifinale Coppa Europa |
| 1973 | Coppa Europa   | Bucarest | Salto in lungo        | 5ª        | 5.72 m      | Semifinale Coppa Europa |

## Campionati nazionali
- 1 volta campionessa italiana juniores dei 400 m (1969)
- 1 volta campionessa nazionale indoor  dei 400 m (1971)
- 1 volta campionessa italiana indoor  di salto in lungo (1973)

1969
- Oro ai Campionati italiani juniores 400 metri piani - 57"5

1970
- Argento ai Campionati italiani assoluti 400 metri piani - 55"7

1971
- Oro ai Campionati italiani assoluti indoor 400 metri piani - 56"8

1973
- Oro ai Campionati italiani assoluti indoor salto in lungo - 5.94 m